# Красное (Семёновский район)
Красное (укр. Красне) — село,
Устимовский сельский совет,
Семёновский район,
Полтавская область,
Украина.
Код КОАТУУ — 5324588009.
Село ликвидировано в 2003 году.

## Географическое положение
Село Красное находится на расстоянии в 0,5 км от села Кордубаново (Глобинский район).

## История
- В списке населенных мест Полтавской губернии за 1912 год на ст. 382 в Семеновской волости указан хутор Красный с близкими координатами с населением 102 человека, на карте 1941 года как раз под этим названием[2]
- 2003 — село ликвидировано[1].